# Дине Гроздановски
Дине К. Гроздановски е български революционер, деец на Вътрешната македоно-одринска революционна организация.

## Биография
Гроздановски е роден през 1875 година в преспанското село Герман, тогава в Османската империя, днес Агиос Германос, Гърция. Влиза във ВМОРО и е член на първия революционен комитет в родното му село. През 1901 година е заловен от властите лежи в Битолския затвор и до началото на 1903 година, когато е амнистиран.
По време на Илинденско-Преображенското въстание в 1903 година е войвода на германската чета, помощник на Петър Христов – Германчето. Участва в сражението при село Щърково. След краха на въстанието емигрира в САЩ.